# Javacarus granulatus
Javacarus granulatus är en kvalsterart som beskrevs av Csiszár 1961. Javacarus granulatus ingår i släktet Javacarus och familjen Lohmanniidae. Inga underarter finns listade i Catalogue of Life.